# Xylotoles rugicollis
Xylotoles rugicollis är en skalbaggsart som beskrevs av Bates 1874. Xylotoles rugicollis ingår i släktet Xylotoles och familjen långhorningar. Inga underarter finns listade i Catalogue of Life.